# 正常
正常是作為「正常的」的狀態，其是作為「異常的」、「古怪的」和「不尋常的」的反面。當行為是和最通常的行為一貫的時，其可以是對一個個體而言正常的。詞「正常的」亦被用以形容符合在社會中最通常的個體行為。此外，「正常人」一般被認為與「主流」價值觀相符。但「非主流」在定義上並不意味不正常，「非主流」也可以歸類為正常。